# Lo scassinatore
Lo scassinatore (The Burglar) è un romanzo di David Goodis pubblicato nel 1953. Da questo romanzo è stato tratto l'omonimo film del 1957 con Dan Duryea e Jayne Mansfield.

## Personaggi
- Nathaniel "Nat" Harbin : scassinatore
- Baylock : complice di Nathaniel Harbin
- Dohmer : complice di Nathaniel Harbin
- Gladden : amica e complice di Nathaniel Harbin
- Gerald : Padre di Gladden
- Della : donna ricca e annoiata
- Charley : un poliziotto corrotto e pericoloso

## Trama
Tre del mattino. Nat Harbin, i suoi due complici e la bella (e un poco svampita) Gladden si sono fermati con la loro auto vicino ad una casa che vogliono svaligiare. Poco dopo Harbin esce dall'auto e si dirige ad una finestra e l'apre senza alcuna difficoltà. Nel frattempo anche gli altri tre complici si sono posizionati, esternamente alla casa, come da piano prestabilito. Nat entra in casa, si dirige verso la cassaforte e riesce ad aprirla. Durante il furto una pattuglia di polizia si ferma accanto alla loro auto, ma questo rallenta soltanto il loro lavoro. Il furto si rileva molto fruttuoso, visto che riescono a rubare una valigia piena di smeraldi.
Dopo aver eseguito il furto si dirigono verso il loro rifugio, una casa chiamata il Punto, piuttosto squallida nel quartiere Kensington nella città di Philadelphia. Quella sera stessa Nathaniel e Gladden vanno a cena fuori e, mentre cenano, Nathaniel riesce a "convincere" Gladden ad andare in vacanza per qualche giorno, da sola, ad Atlantic City.
Il giorno dopo Nat accompagna Gladden a prendere il treno per Atlantic City. Quella sera stessa cena fuori, da solo, in un modesto ristorante e mentre cena vede in sala una bellissima donna, Della, che lo sta guardando. Lei riesce ad agganciarlo ed escono insieme dal ristorante. Passano insieme tutta la notte ed il giorno successivo lui molla i suoi amici e complici e si trasferisce a casa di lei. Ci vuole poco perché Nat Harbin capisca che è cascato in una trappola che Della e Charley gli hanno teso.
Nat dopo aver scoperto che il vero scopo di Della e Charley sono gli smeraldi, torna dai suoi amici al Punto e li riesce, con grande difficoltà, a convincere Baylock e Dohmer a partire immediatamente per Atlantic City. Lo scopo è andare da Gladden per poterla salvare da questa trappola.
Il romanzo continua con Nat e compagni che uccidono tre poliziotti durante il tragitto tra Philadelphia e Atlantic City, e di come Nat, una volta arrivato ad Atlantic City riesce a trovare Gladden per avvertirla del pericolo imminente.

## Edizioni
- David Goodis, Lo scassinatore, Il Giallo Mondadori, Mondadori, 1992,  p. 143.